# Mildred Rackley
Mildred Rackley (Carlsbad, 3 de octubre de 1906 - Lafayette, 19 de noviembre de 1992) fue una artista estadounidense conocida por sus grabados. Entre 1937 y 1938, durante la guerra civil española, participó en el American Medical Bureau to Aid Spanish Democracy como intérprete, realizando tareas administrativas y de abastecimiento para hospitales. Formó parte de la Brigada de Veteranos Abraham Lincoln. 

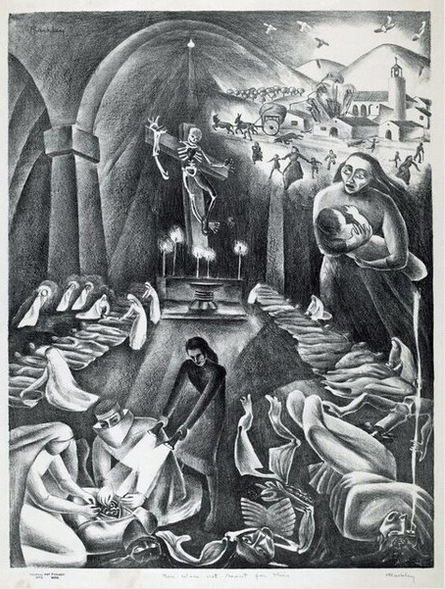
Los hombres no estaban hechos para esto, c. 1940

## Biografía
Rackley nació el 13 de octubre de 1906 en Carlsbad, Territorio de Nuevo México. Su madre Augusta Hardgrave Rackley y su padre Jefferson Davis Rackley dedicaron su vida a la ganadería.
En 1925 estudió en la Universidad de Texas en Austin y entre 1926 y 1927 en la Universidad de Nuevo México.  Se graduó en magisterio en Las Vegas Normal School. En 1927 comenzó su carrera docente, enseñando en una escuela secundaria en Taos, Nuevo México. Allí conoció a Walter Ufer, conocido pintor alemán miembro de la Sociedad de Artistas de Taos, cuya influencia fue significativa. Su implicación con este grupo de artistas le motivaron su conciencia política y su interés por temas internacionales.
Viajó por Europa para estudiar Historia del Arte formándose entre 1930 y 1931en la Escuela Kunstgewerbe, Hamburgo, Alemania. Se afincó en Mallorca en 1931 coincidiendo con de la proclamación de la Segunda República española y es en este momento donde entra en contacto con grupos de refugiados alemanes prestándoles ayuda como traductora.
En 1933 regresó a Taos para continuar sus estudios de pintura y dibujo. En 1934 estudió en la Escuela George Grosz de Nueva York. En esa ciudad trabajó para la revista Fight de la Liga Americana Contra la Guerra y el Fascismo y se unió al Sindicato de Artistas y al Partido Comunista Americano. Fue vicepresidenta del Sindicato llegando a liderar la sección de desempleados.
Durante este tiempo conoció al Doctor Edwards Barsky, responsable de las primeras unidades médicas estadounidenses que intervinieron durante la guerra civil española. Por sus altos conocimientos de español, francés y alemán, Barsky le ofreció la posibilidad de ir a España con el American Medical Bureau to Aid Spanish Democracy como su asistente e intérprete, aceptando la propuesta. En enero de 1937 regresó a Europa y viajó a España a bordo del "Paris" para participar en la organización de un hospital de voluntarios estadounidense que luchaban en la guerra civil española.
Desarrolló tareas administrativas y contribuyó en la instalación de los hospitales de Huete, Valdeganga (6 de junio al 3 de noviembre de 1937), Romeral (15 de febrero de 1937 al 15 de marzo de 1937),  y Villa Paz (Saelices 1 de abril al 6 de junio de 1937), con rango de Teniente, sirviendo de enlace con el Medical Bureau to Aid Spanish Democracy de Nueva York, para provisionar de los alimentos y suministros necesarios que demandaba el equipo médico del hospital y  que sirvieran para la atención a pacientes. Participó en la evacuación de los hospitales tras los bombardeos áreos de Barcelona en la primavera de 1938. El 12 de julio de 1938 se embarcó en el "Aquitania" y regresó a los Estados Unidos junto al resto del equipo médico estadounidense tras darse por finalizado el servicio.
La obra de Rackley como artista, fue incluida en la muestra del MoMA de 1940 American Color Prints Under $10. Esta muestra fue organizada como un vehículo para acercar obras artísticas asequibles al público general.  También se incluyó su obra en exposiciones de la Sociedad Nacional de Serigrafía del Museo de Arte de Dallas de 1947 y 1951 y estuvo expuesta en el Instituto de Arte de Chicago y en el Carnegie International.
Durante la Segunda Guerra Mundial, Rackley trabajó diseñando, haciendo bocetos y facilitando la organización de su sindicato, en los astilleros Moore Dry Dock en Oakland de California. Posteriormente también trabajó en los Astilleros Kaiser.
Tras la guerra, se estableció en el Norte de California y participó activamente en la base de la Bahia de Brigada de Veteranos Abraham Lincoln (VALB). En 1960 retomó sus clases como docente.
Rackley murió el 19 de noviembre de 1992 en Lafayette, California. Se casó en dos ocasiones con Hans Paap y con Rawlings Simon. La obra de Rackley se encuentra en la colección de la Galería Nacional de Arte.